# Андреевка (Холоднянское сельское поселение)
Андре́евка — село в Прохоровском районе Белгородской области. Входит в состав Холоднянского сельского поселения.

## География
Находится в северной части Белгородской области, в лесостепной зоне, в пределах юго-западного склона Среднерусской возвышенности, к западу от автодороги М2, на расстоянии примерно 25 километров (по прямой) к востоку от Прохоровки, административного центра района. Абсолютная высота — 229 метров над уровнем моря.

### Климат
Климат характеризуется как умеренно континентальный, с относительно мягкой зимой и тёплым продолжительным летом. Среднегодовая температура воздуха — 5,4 °C. Средняя температура воздуха самого холодного месяца (января) — −9,2 °C; самого тёплого месяца (июля) — 16,4 — 24,3 °C. Безморозный период длится в среднем 155—160 дней. Годовое количество атмосферных осадков — 527—595 мм, из которых большая часть выпадает в тёплый период.

### Часовой пояс
Село Андреевка как и вся Белгородская область, находится в часовой зоне МСК (московское время). Смещение применяемого времени относительно UTC составляет +3:00.

## История
История села Андреевка началась в 1796 году, когда в последний год царствования Екатерины II в Корочанском уезде появляется хутор Андреевский. Согласно административной реформе 1797 года он стал относиться к Старооскольскому уезду.
Основателем хутора принято считать помещика майора Николая Ивановича Шетохина. После выхода в отставку в 1816 году он служил на гражданской службе и получил чин надворного советника. Образованный хутор он заселил выходцами из деревни Корочки (ныне село Губкинского района). Еще в 1752 году дед Николая Ивановича Самойла Фролович Шетохин, подполковник, после ухода в отставку, скупил земельные участки однодворцев деревни Корочки и образовал свое владение. Именно эта часть стала называться Андреевкой, по названию расположенного неподалеку Андреевского лога. Лог получил свое название еще в XVII веке по фамилии «сына боярского» Андреева, владевшего этой землей по праву пожалования за службу. В 1796 году Николаю Шетохину принадлежало 8 ревизских душ на хуторе, его жене −15.
Хутор также имел второе название — Полевой, чтобы отличать его от хутора Андреевского, находившегося в составе Корочки, который находился в деревне, а первый в поле.
В 20-х годах XIX века владение хутором перешло сыну — капитану Николаю Наколаевичу Шетохину и дочери Настасье Николаевне. В 1834 году она имела 6 дворов крестьянских и 11 дворовых семей. У капитана Шетохина было 13 крестьянских дворов. Настасья распоряжалась старой частью, а Николай к концу 1820-х годов построил новый хутор. Именно он фигурирует в официальных документах как Андреевский.
Начиная с 70-х годов XIX века новый хутор начал появляться в официальных документах как самостоятельная единица.
Хутор Андреевский входил в приход Дмитриевской церкви села Толстая Дубрава (Толстое) с начала основания и до 1829 года совместно с деревней Корочкой. Позднее в Корочке построили церковь , Троицкую, и хутор вошел в её приход . В 1898 году в слободе Холодной была возведена Богословская церковь и прихожане хутора Андреевского стали относиться к этому приходу.
Хутор Андреевский сменил свое название на Андреевку уже в советское время. В 1930 году на хуторе население составляло порядка 90 человек, по административному делению он относился к Скороднянскому району. В этом же году создали 3 колхоза: : «Барская», «Новосёловка», «Вольный бок», «Чеченовка».
Во время Великой отечественной войны многие жители уходили на фронт, сражаться за освобождение своей страны от захватчиков, также, оставшиеся жители участвовали в строительстве железной дороги Старый Оскол-Ржава, имеющей большое значение для победы над врагом.
Во время Великой отечественной войны многие жители уходили на фронт, сражаться за освобождение своей страны от захватчиков, также, оставшиеся жители участвовали в строительстве железной дороги Старый Оскол-Ржава, имеющей большое значение для победы над врагом.

## Население
| 2002 | 2010 |
| ---- | ---- |
| 256  | ↗259 |

### Половой состав
По данным Всероссийской переписи населения 2010 года в гендерной структуре населения мужчины составляли 49,8 %, женщины — соответственно 50,2 %.

### Национальный состав
Согласно результатам переписи 2002 года, в национальной структуре населения русские составляли 77 %.